# Spišské Podhradie
Spišské Podhradie (česky Spišské Podhradí, německy Kirchdrauf či Kirchdorf; maďarsky Szepesváralja; polsky Podgrozdie) je město na Spiši na severovýchodním Slovensku. Administrativně spadá pod Levočský okres Prešovského kraje. Žije zde přibližně 3 700 obyvatel. Nejvyšším bodem města je nepojmenovaný bod, který má vrchol ve výšce 816 metrů nad mořem.
Jak napovídá název, leží městečko v podhradí Spišského hradu. Součástí města je od roku 1948 také dříve samostatná obec Spišská Kapitula, kde je městská památkovárezervace. 
Spišské Podhradie leží v údolí mezi dvěma ze čtyř středověkých center Spiše – Spišským hradem a Spišskou Kapitulou, která byla 11. prosince 1993 spolu s kostelem svatého Ducha v Žehře zapsána do Seznamu světového kulturního a přírodního dědictví UNESCO.

## Historie
Město Spišské Podhradie bylo ve 12. století skutečným podhradím Spišského hradu, avšak ve 13. století se již vyvinulo v na hradu nezávislé městečko. Jeho městský znak má původ v 15. století a patří do skupiny tzv. hovořících znaků, které se svým vyobrazením vážou k názvu města (v tomto případě k dřívějšímu německému názvu Kirchdorf či Kichdrauf). Je to v modrém štítě heraldicky zleva (ve skutečnosti zprava) bílá ruka v černém rukávu, na nichž je vyobrazení gotického kostela s třemi věžemi, z nichž dvě vpravo jsou korunovány bílým praporem.
Dějiny města jsou spjaty s hradem. Nejstarší osídlení okolí se datuje do doby kamenné. Spišské Podhradie vzniklo západně od hradního kopce pravděpodobně už v 11. století. Nejstarší písemná zmínka je v listu krále Bély IV. z roku 1249. Ve 12. století se město rozvíjelo jako podhradí Spišského hradu. V druhé polovině 12. a 13. století dosídlili město němečtí přistěhovalci a patřilo tak do Společenství spišských Sasů. Král Zikmund Lucemburský v roce 1412 dal město do zálohy Polsku spolu s dalšími spišskými městy. V roce 1769 zastavená města obsadilo uherské vojsko a v roce 1772 byla opět včleněna do Uher (formálně 18. září 1773). Město v roce 1456 získalo tzv. trhové právo, od této doby mohlo pořádat trhy, čímž vznikla tradice každotýdenních tržních čtvrtků (asi do 1956). 

### Cechy
V minulosti byly ve Spišském Podhradie cechy, které měli své vlastní cechovní artikuly vydané městem Spišské Podhradie či jinými městy, kde již cechy byly. Nejstarší známý cech byl cech pláteníků – 1385, v průběhu staletí vznikaly a působily různé cechy, jejichž artikuly potvrzovalo město Spišské Podhradie či jiná města a panovníci. Zajímavostí je potvrzení cechovních artikulí spišskopodhradských řezníků v němčině s německými privilegii polským králem Zikmundem III. Vasou roku 1595.
V roce 1677 rychtáři Spišského Podhradí Jakubovi Güntherovi předložilo cechovní artikuly šestnáct cechů (truhlářský, hrnčířský, zednický, ševcovský, obuvnický, řeznický, soukenický, krejčovský, kožešnický, zámečnický, tkalcovský, sedlářsky, kovářský, puškařský, pivovarnický a bednářský)
Velmi zajímavá je, řečeno dnešní terminologií, „regionální spolupráce“ když cechy více měst zakládaly sdružení:
- 1613 – řeznický cech ze Spišského Podhradia vstoupil do sdružení s cechy v Kremnici, Banské Bystrici, Banské Štiavnici, Spišské Nové Vsi a Spišských Vlachoch.
- 1777 – Marie Terezie zakládá sdružený cech obuvníků 13 spišských měst.
- 1832 – František I. založil sdružený cech mydlářů 13 spišských měst.
- 1835 – František I. založil sdružený cech tesařů a mlynářů 13 spišských měst.
- 1872 – nastává zánik cechovních společenství a vznikají nová živnostenská.

V průběhu stoletého rozvoje řemesel a cechů spišskopodhradští mistři měli významné zastoupení v celém Uhersku, např. 1608 při zakládání nejstaršího barvířského cechu v Uhersku v Levoči byli mimo mistrů z Levoče, Kežmarku a Spišské Nové Vsi také barvířští mistři ze Spišského Podhradí Michal Herman a Ján Tibeli.
V roce 1170 bylo ve Spišském Podhradie asi 250 řemeslnických dílen, čímž se vyrovnávalo větším městům v Uhersku. Řemeslná výroba zanikla až po druhé světové válce po nástupu socialismu a vzniku výrobních družstev.
S řemesly souvisel i obchod, hlavně obstarávání surovin a prodej výrobků, proto bylo ve Spišském Podhradie mnoho obchodů, město bylo i centrem obchodu se zemědělskými plodinami. Nejčastější byl jejich prodej na již zmiňovaných každotýdenních trzích ve čtvrtek (od roku 1456 asi do 1956).
Po návratu z polské zálohy v roce 1778–1876 se Spišské Podhradie stalo součástí Provincie šestnáct spišských měst.
V 19. století se v městské cihelně začala těžit a zpracovávat hlína a začala i těžba travertinu na Dreveníku.
V roce 1894 získalo město železniční spojení na Košicko-bohumínskou železnici.
Začátkem století 20. zde pracoval parní mlýn, pila a továrna na svářecí stroje. Díky poloze města na křižovatce hlavních cest bylo přirozeným centrem svého okolí.
Mezi obyvateli města měli významný podíl Němci a Židé. Obě národnosti měly své školy a chrámy, ve městě se mimo jiné nachází synagoga a barokní kostel. Součástí Spišského Podhradia je Spišská Kapitula, která je od roku 1956 městskou památkovou rezervací. Kapitula vznikla na křižovatce významných cest už v 11. století, postupně se stala církevním centrem Spiše a koncem 12. století sídlem proboštství. Dnes je sídlem obnoveného spišského biskupství na Knězského semináře biskupa Jána Vojtaššáka.
Spišská Kapitula i Spišské Podhradí byly známé svými kvalitními školami. Spišská Kapitula byla jedním z nejznámějších duchovních center v Evropě, s čímž souvisela rozsáhlá knihovna a tradice církevního zpěvu.

## Přírodní poměry
Spišské Podhradie leží v Hornádské kotlině a na jižních svazích Levočských vrchů. Jsou zde:
- Národní přírodní rezervace Dreveník – travertinová kupa tvaru stolové hory
- Národní přírodní rezervace Sivá Brada
- Přírodní památka Ostrá hora
- Přírodní památka Pažitské jazierko
- Přírodní památkaTravertínová kopa Sobotisko
- Evropsky významná lokalita Spišskopodhradské travertíny

## Obyvatelstvo

### Etnické složení obyvatelstva
- Slováci – 92,33 %
- Romové – 6,83 %
- Češi – 0,16 %
- Ukrajinci – 0,05 %
- Němci – 0,03 %
- Maďaři – 0,03 %
- Rusíni – 0,03 %

### Náboženské složení obyvatelstva
- římští katolíci – 89,23 %
- bez vyznání – 4,66 %
- řečtí katolíci – 2,75 %
- evangelíci a.v.– 0,87 %
- pravoslavní – 0,24 %

## Školství
- Základní škola, Palešovo nám. 9[5]
- Základní škola, Školská ul. 3[6]
- Základní umělecká škola, Gálova ul. 28

## Pamětihodnosti
Ve Spišském Podhradí, včetně Spišské Kapituly, je množství kulturních památek. Přímo ve Spišském Podhradie je např.:
- Kostel Jana z Boha a klášter Milosrdných bratří
- Římskokatolický kostel Narození Panny Marie, který byl postaven v letech 1825 až1829 na místě gotického kostela z 13. století. Gotický zůstal pouze vstupní portál a věž.[7]
- Evangelický kostel

## Doprava
Železniční stanice Spišské Podhradie je koncovou stanicí na trati Spišské Vlachy – Spišské Podhradie, na které jezdí vlaky jen o víkendech v letní sezóně (stav v roce 2025)..
Město leží na slovenské dálnici D1. Autobusové spoje ze Spišského Podhradie jezdí např. do Popradu, Starého Smokovce, Levoče nebo Krakova.

## Osobnosti
- Ján Bayer – slovenský filozof a pedagog.
- Ján Harmatta -  vynálezce odporového bodového svařování a mnoha dalších patentů